# 高要专区
高要专区，中华人民共和国广东省已撤消的行政区，在今广东省西部。1956年置，专员公署驻高要县（今高要市）。辖原粤中行政区所属高要、四会、云浮、广宁、新兴、罗定、德庆、郁南、封川、开建、怀集11县。
1958年，复设肇庆市（县级）。1959年，撤销高要专区，辖县划归江门专区。